# Diego Quispe Tito

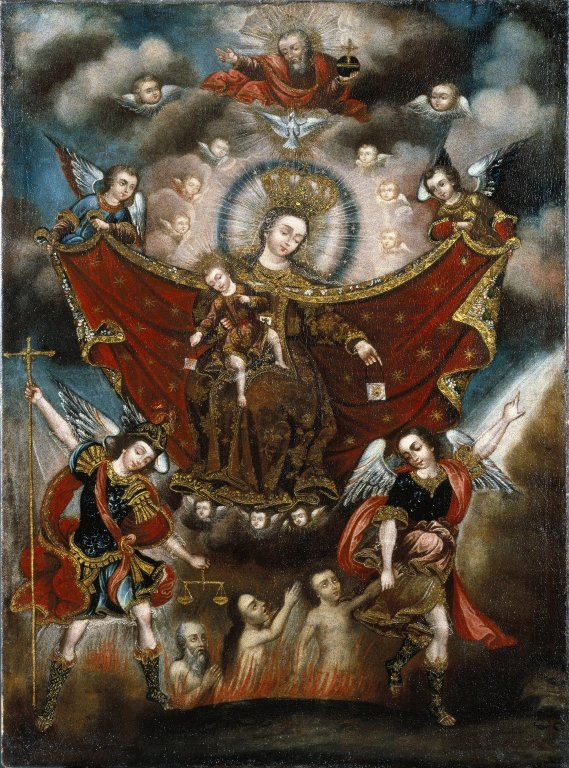
Virgin of Carmel Saving Souls in Purgatory,
Kreis des Diego Quispe Tito, 17. Jahrhundert, Brooklyn Museum

Diego Quispe Tito (geboren 1611 in Cusco, Peru; gestorben um 1681 ebenda) war ein Maler der Quechua aus Peru. Er wird als einer der führenden Maler der Cuzco-Schule in der peruanischen Malerei und als bedeutendster indigener Maler der südamerikanischen Kolonialzeit angesehen.

## Leben und Werk
Diego Quispe Tito war der Sohn einer adeligen Inka-Familie der Oberschicht und wurde in Cusco geboren. Er arbeitete sein gesamtes Leben im Distrikt San Sebastián, wo er um 1681 auch starb. Sein Haus existiert noch heute und trägt sein Familienwappen am Eingang.
Das erste bekannte und signierte Bild Quispe Titos ist eine Unbefleckte Empfängnis aus dem Jahr 1627, die im typischen Stil der Cusco-Schulke vergoldet wurde. Seine Arbeit erfolgte in der Art des spanischen Manierismus und der flämischen Malerei. Wie andere Maler des Stils wurde auch Quispe Tito vor allem von italienischen und spanischen Jesuiten im 16. und 17. Jahrhundert wie Juan Iñigo de Loyola, Bernardo Bitti, Pedro de Vargas, Mateo Pérez de Alesio und Angelino Medoro beeinflusst. Zudem wird angenommen, dass er in seiner Jugend Kontakt mit Luis de Riaño hatte, einem Maler aus Lima und Schüler von Angelino Medoro, und von diesem einige Elemente seiner Malerei nach dem Vorbild älterer Meister übernommen hat.
Quispe Tito wurde zudem durch Kupferstiche aus Flandern beeinflusst. Sein bekanntestes Werk, das 1681 entstandene Serie del Zodiaco (Tierkreiszeichen) in der Catedral Basílica de la Virgen de la Asunción, der Kathedrale von Cusco, besteht aus einer Serie von Kopien flämischer Stiche, bei der jedes Tierkreiszeichen mit einer Episode aus dem Leben von Jesus Christus verbunden ist. Diese Stiche wurden als Missionsbilder hergestellt und in Peru verteilt, wo die Anbetung der Sonne, des Mondes und der Sterne zur Zeit Quispe Titos noch praktiziert wurde, und sollten zur Anbetung von Jesus Christus anstatt der Tierkreiszeichen ermutigen. Eine weitere Serie von 1663, die Darstellungen von Johannes dem Täufer zeigte und die Quispe Tito für die Kirche von San Sebastián malte, basierte ebenfalls auf flämischen Stichen.
Quispe Tito ergänze seine Bilder allerdings auch durch einige persönliche Elemente, vor allem die für ihn typische Vergoldung sowie die Darstellung von Landschaften, die mit heimischen Vögeln wie Papageien und Engeln bevölkert sind. Von einigen Wissenschaftlern werden vor allem die tropischen Papageien als verstecktes Symbol des Widerstandes betrachtet und nehmen potenziell Bezug auf den inkaischen Adel. 1667 malte er mehrere Szenen aus dem Leben Jesu Christi und schickte diese nach Potosí. Sein Sterbezeitpunkt wird auf 1681 geschätzt, da aus diesem Jahr das letzte bekannte Werk des Malers vorliegt.

## Belege
1. ↑  Leslie Bethell: The Cambridge History of Latin America, Cambridge University Press, 1995; S. 742. ISBN 0-521-24516-8.
2. 1 2 3  Diego Quispe Tito, Darstellung im Rahmen des Projekts „Symbolische Repraesentationen und Gesellschaftsgeschichte“ im Lateinamerika-Institut der Freien Universität Berlin; abgerufen am 25. Mai 2015.
3. 1 2 3  Cuzco School. Encyclopædia Britannica. Abgerufen am 25. Mai 2015.